# دمفسل
دمفسل (به فرانسوی: Domfessel) یک کمون در فرانسه با جمعیت ۳۰۵ نفر است که در Canton of Sarre-Union واقع شده‌است.